# Мертворождаемость
Мертворожда́емость, также мертворождённость, в соответствии с Приказом Минздравсоцразвития № 1687н в редакции от 2013 года, — рождение (отделение от организма матери посредством родов) такого плода, у которого отсутствуют признаки живорождения, при сроке беременности не менее 22 недели и массе плода не менее 500 г (либо менее 500 г при многоплодных родах) — либо при длине плода не менее 25 см (в случае, когда масса плода неизвестна). Эти критерии не раз подвергались критике российских акушеров-гинекологов. Российское общество акушеров-гинекологов трижды обращалось в Министерство здравоохранения РФ с предложением об их изменении. 
В СССР под мертворождением понималось такое рождение, которое произошло после 28 недель беременности, длина плода при котором составляла не менее 35 см и масса не менее 1000 г, а родившийся ребёнок не сделал после рождения ни одного вдоха.
Общее число детей в мире, родившихся мёртвыми, составило в 2011 году приблизительно 2,6 млн.

## Классификация
Различают следующие виды мертворождаемости:
- дородовая, или антенатальная[2] — плод погибает до родов, внутриутробно (начиная с 28 недель беременности);
- во время родов, или интранатальная — плод погибает непосредственно во время родов;
- послеродовая, или постнатальная — плод рождается с сердцебиением, однако он погибает по причине того, что у него не устанавливается внеутробное дыхание.

## Статистика
Мертворождаемость как статистический показатель (используются также термины показатель мертворождаемости, коэффициент мертворождаемости) определяется как число мертворождённых на 1000 родившихся.
По состоянию на 2011 год самая низкая в мире мертворождаемость наблюдается в Финляндии (два мертворождённых ребёнка на 1000 родившихся), самая высокая — в Нигерии и Пакистане (40 мертворождённых на 1000 родившихся).
Ниже приведён показатель мертворождаемости в Российской Федерации в период с 1970 по 2004 год:
| Год  | ПМ  |
| ---- | --- |
| 1970 | 8,4 |
| 1975 | 8,0 |
| 1980 | 9,0 |
| 1985 | 9,3 |
| 1990 | 9,1 |
| 1995 | 7,4 |
| 2000 | 6,7 |
| 2004 | 5,8 |

## Факторы, влияющие на мертворождаемость
Среди факторов, от которых зависит показатель мертворождаемости, можно выделить следующие:
- общее состояние здоровья населения[5] (особенно здоровье матерей, поскольку причиной смерти плода нередко являются инфекционные заболевания, токсикозы беременности, заболевания сердца, лёгких, почек и других внутренних органов матери[2]);
- хроническое или острое воздействие ионизирующего излучения на организм матери и на плод, производственные факторы, связанные с работой с источниками ионизирующего излучения и радиоактивными материалами, в частности с высокорадиоактивными отходами и отработанным ядерным топливом, повышенная объёмная активность радона-222 и радона-220 и их продуктов распада в воздухе (многократно превышающая нормальные для жилых помещений 15 Бк/м³, такая опасная концентрация может достигаться только в заброшенных урановых рудниках или при хранении в жилых помещениях большого количества приборов со светомассой постоянного действия на основе дочерних продуктов распада урана-235 и урана-238, в первую очередь радия-226);[источник не указан 986 дней]
- наличие и качество системы медицинских консультаций[5];
- организация системы родовспоможения[2];
- употребление алкогольных и табачных изделий;[источник не указан 986 дней]
- действие кумулятивных ядов, таких как соединения кадмия, свинца и ртути, опасные производственные химические факторы, включающие работу с подобными ядовитыми веществами, склонными накапливаться в организме;[источник не указан 986 дней]
- употребление населением сильных наркотиков (с ними связан значительный риск мертворождения)[5].

## Мертворождаемость у животных
Мертворождённым считается плод, который родился без признаков жизни либо погиб в первые часы после появления на свет. Непосредственная причина мертворождаемости — асфиксия плода в процессе трудных, затяжных родов, запоздалого или неумелого оказания помощи по его извлечению. Асфиксия может быть вызвана пережатием пуповины при заклинивании туловища плода в родовом канале. Ещё одной причиной может быть механическое удушение плода, когда он выходит наружу головой, заключённой в неразорвавшуюся околоплодную оболочку.